# Liste der Länderspiele der laotischen Futsalnationalmannschaft der Frauen
Die nachfolgende Liste enthält alle Länderspiele der laotischen Futsalnationalmannschaft der Frauen, die der Fußballverband von Laos, die Lao Football Federation (LFF), im Jahr 2007 gegründet hat. Futsal ist die einzige von der FIFA anerkannte Variante des Hallenfußballs. Bisher wurden zwei Länderspiele ausgetragen.

## Länderspielübersicht
Legende
- Erg. = Ergebnis
- n. V. = nach Verlängerung
- i. S. = im Sechsmeterschießen
- abg. = Spielabbruch
- H = Heimspiel
- A = Auswärtsspiel
- * = Spiel auf neutralem Platz
- Hintergrundfarbe grün = Sieg
- Hintergrundfarbe gelb = Unentschieden
- Hintergrundfarbe rot = Niederlage

| Nr.                    | Datum      | Erg. | Gegner      |   | Austragungsort                        | Anlass                     | Bemerkungen |
| ---------------------- | ---------- | ---- | ----------- | - | ------------------------------------- | -------------------------- | --- |
| 1                      | 08.12.2007 | 2:3  | Malaysia    | * | Bangkok (THA), Indoor Stadium Huamark | Southeast Asian Games 2007 | Erstes Spiel auf neutralem Platz Erste Niederlage Erste Niederlage auf neutralem Platz Erstes Länderspiel gegen Malaysia |
| 2                      | 09.12.2007 | 1:4  | Philippinen | * | Bangkok (THA), Indoor Stadium Huamark | Southeast Asian Games 2007 | Höchste Niederlage Höchste Niederlage auf neutralem Platz Erstes Länderspiel gegen die Philippinen                       |
| Stand: 24. August 2018 |            |      |             |   |                                       |                            | |

## Statistik
In der Statistik werden nur die offiziellen Länderspiele berücksichtigt.
Legende
- Sp. = Spiele
- Sg. = Siege
- Uts. = Unentschieden
- Ndl. = Niederlagen
- Hintergrundfarbe grün = positive Bilanz
- Hintergrundfarbe gelb = ausgeglichene Bilanz
- Hintergrundfarbe rot = negative Bilanz

### Gegner
| Land        | Kontinentalverband | Sp. | Sg. | Uts. | Ndl. | Torverhältnis |
| ----------- | ------------------ | --- | --- | ---- | ---- | ------------- |
| Malaysia    | AFC                | 1   | 0   | 0    | 1    | 2:3           |
| Philippinen | AFC                | 1   | 0   | 0    | 1    | 1:4           |
| Gesamt      | Gesamt             | 2   | 0   | 0    | 2    | 3:7           |

### Kontinentalverbände
| Kontinentalverband                 | Sp. | Sg. | Uts. | Ndl. | Torverhältnis |
| ---------------------------------- | --- | --- | ---- | ---- | ------------- |
| AFC (Asien)                        | 2   | 0   | 0    | 2    | 3:7           |
| CAF (Afrika)                       | 0   | 0   | 0    | 0    | 0:0           |
| CONCACAF (Nord- und Mittelamerika) | 0   | 0   | 0    | 0    | 0:0           |
| CONMEBOL (Südamerika)              | 0   | 0   | 0    | 0    | 0:0           |
| OFC (Ozeanien)                     | 0   | 0   | 0    | 0    | 0:0           |
| UEFA (Europa)                      | 0   | 0   | 0    | 0    | 0:0           |
| Gesamt                             | 2   | 0   | 0    | 2    | 3:7           |

### Anlässe
| Anlass                       | Sp. | Sg. | Uts. | Ndl. | Torverhältnis |
| ---------------------------- | --- | --- | ---- | ---- | ------------- |
| Southeast Asian Games-Spiele | 2   | 0   | 0    | 2    | 3:7           |
| Freundschaftsspiele          | 0   | 0   | 0    | 0    | 0:0           |
| Gesamt                       | 2   | 0   | 0    | 2    | 3:7           |

### Spielarten
| Spielart                       | Sp. | Sg. | Uts. | Ndl. | Torverhältnis |
| ------------------------------ | --- | --- | ---- | ---- | ------------- |
| Heimspiele (H)                 | 0   | 0   | 0    | 0    | 0:0           |
| Spiele auf neutralem Platz (*) | 2   | 0   | 0    | 2    | 3:7           |
| Auswärtsspiele (A)             | 0   | 0   | 0    | 0    | 0:0           |
| Gesamt                         | 2   | 0   | 0    | 2    | 3:7           |

### Austragungsorte
| Austragungsort | Land     | Sp. | Sg. | Uts. | Ndl. | Torverhältnis |
| -------------- | -------- | --- | --- | ---- | ---- | ------------- |
| Bangkok        | Thailand | 2   | 0   | 0    | 2    | 3:7           |
| Gesamt         | Gesamt   | 2   | 0   | 0    | 2    | 3:7           |

### Spielergebnisse
|      | Gegentore | Gegentore | Gegentore | Gegentore | Gegentore |
| Tore | 0         | 1         | 2         | 3         | 4         |
| ---- | --------- | --------- | --------- | --------- | --------- |
| 0    | -         | -         | -         | -         | -         |
| 1    | -         | -         | -         | -         | 1         |
| 2    | -         | -         | -         | 1         | -         |